# Gare d'Écaussinnes-Nord
Ne doit pas être confondu avec Gare d'Écaussinnes.
La gare d’Écaussinnes-Nord est une gare ferroviaire belge, fermée, de la ligne 106, d’Écaussinnes à Lembeek, via Clabecq en bordure de la ville d’Écaussinnes, dans la province de Hainaut en Région wallonne.

## Situation ferroviaire
La gare d’Écaussinnes-Nord était établie au point kilométrique (PK) 18,8 de la ligne 106, d’Écaussinnes à Lembeek, via Clabecq (fermée) entre les gares d’Henripont et d’Écaussinnes.

## Histoire
La première gare d'Écaussinnes est mise en service dès 1843 par les Chemins de fer de l'État belge sur la ligne de Braine-le-Comte à Luttre se prolongeant vers Charleroi et Namur (actuelle ligne 117. Elle prendra le nom d’Écaussinnes-Carrières de 1895 à 1991 lorsqu’une seconde gare est créée au nord de la ville.
En 1870, ceux-ci l’État belge rachète une série de chemins de fer privés regroupés au sein de la Société générale d'exploitation de chemins de fer (SGE), dont une ligne d’Écaussinnes (carrières) à Haine-Saint-Pierre. Ce contrat engendre en contrepartie l’attribution d’un contrat lucratif à la Compagnie des Bassins Houillers, actionnaire majoritaire de la SGE, en vue de construire à forfait pour l’État belge une série de lignes nouvelles parmi lesquels on retrouve un chemin de fer des Écaussinnes à Ronquières ainsi qu'une ligne de Rebecq-Rognon à Tubize (Lembeek) avec un embranchement vers le canal. L’État belge modifiera par la suite ce projet en traçant la ligne le long du canal, de Ronquières jusque Clabecq, d’où partiront des voies ferrées vers Tubize, Lembeek et Braine-l’Alleud.
Les travaux prennent du retard et la ligne de Lembeek à Écaussinnes (carrières) est finalement complétée le 20 mai 1884 ; elle comprend une gare plus proche du cœur historique d’Écaussinnes : Écaussinnes-Nord.
En 1981, le bâtiment de la gare n'ayant plus d'utilité, il est revendu à un particulier et devient une maison. Les trains de voyageurs de la ligne 106 continuent de s'arrêter à Écaussinnes-Nord, devenue une simple halte, 
mais finissent par disparaître le 3 juin 1984. La cour à marchandises reste desservie un temps, elle est encore mentionnée en octobre 1984, mais la SNCB déclasse finalement la ligne 106 en dehors de la section électrifiée conduisant à Clabecq. Les rails entre Clabecq et la bifurcation d’Écaussinnes sont retirés en avril 1989 malgré le souhait de l’association Patrimoine ferroviaire et tourisme d’y faire circuler des trains touristiques. À la fin des années 2010, la région finance la création d’un chemin RAVeL sur l’assiette de la ligne 106.

### Nom de la gare
En 1884, la gare principale porte le nom d'Écaussinnes et la gare de la ligne 106 ouvre en tant qu'Écaussinnes (Nord).
En 1895, les Chemins de fer de l’État prennent la décision de renommer Écaussinnes (Nord) « Écaussinnes » tandis que la gare historique devient Écaussinnes-Carrières. Dans l'intervalle, elle était parfois officieusement désignée « Écaussinnes-Sud ».
La gare de la ligne 106 redevient « Écaussinnes-Nord » dans les années 1970 et ferme avec ce nom ; il faudra toutefois attendre 1991 pour que la gare d'Écaussinnes-Carrières ne (re)devienne simplement « Écaussinnes » ; nom qu'elle porte toujours à l'heure actuelle.

## Patrimoine ferroviaire
Le bâtiment de la gare correspond à une version tardive du plan type 1873 des Chemins de fer de l'État belge avec une aile basse de quatre travées (quatre portes à l'origine). Il est similaire à celui des gares de Ronquières (restauré en bon état), Virginal (démoli) et Clabecq (abandonné), sur la même ligne mais s'en distingue par une façade couverte d'enduit. Les nouveaux propriétaires ont modifié l'aile de service à toit plat avec un toit à deux pentes.